# 骞曼
骞曼（？—？），汉灵帝末年鮮卑君主，和连之子。汉灵帝末年和连攻北地郡，北地善弩射的庶人射中和连，和连即死。骞曼幼小，和连兄子魁头继立。魁头既立后，骞曼长大了，与魁头争国，部众遂离散。魁头死後，魁头弟步度根代立。